# Concejo Deliberante de Monteros
El Honorable Concejo Deliberante de Monteros es el órgano legislativo municipal de Monteros, Tucumán, Argentina. El antecedente del concejo lo encontramos en la corporación municipal de Monteros, creada tras la municipalización de la ciudad el 26 de enero de 1868. El Concejo Deliberante actual fue creado en 1885, cuando se dictó una nueva ley de municipalidades que dividió el gobierno municipal en dos departamentos: el Ejecutivo y el Deliberativo. Así, emergen las instituciones del Intendente Municipal, y el Honorable Concejo Deliberante.

## Estructura
El Concejo Deliberante se compone de 10 miembros electos por el sistema de representación directa y proporcional, al ser Monteros un municipio de 2ª categoría. Estos duran cuatros años en su cargo, pudiendo reelegirse solo una vez consecutiva. El concejo es uno de los poderes del gobierno municipal, se encarga de revisar y controlar los actos del poder ejecutivo municipal que encabeza el Intendente. Es un órgano legislativo que crea las normas de la ciudad. Estas normas reciben el nombre de ordenanzas y el Ejecutivo municipal es el encargado de hacerlas cumplir.

### Requisitos para ser Concejal[3]
Para ser concejal, según la Ley Orgánica de Municipalidades, se requiere de:
- Tiene veintidós (22) años de edad.

- Ser argentino nativo, naturalizado con una antigüedad de cinco (5) años obtenida la nacionalidad argentina o extranjero que deberá ser propietario en el municipio y tener en el mismo cinco (5) años de residencia inmediata a su designación.

- Estar inscripto en los padrones electorales nacionales correspondientes al respectivo municipio.

### Impedimentos para ser Concejal[3]
Según la ley, no pueden ser miembros del Concejo Deliberante:
- Quienes no pueden ser electores de acuerdo a las disposiciones de la Ley Orgánica de Municipalidades.

- El Gobernador de la Provincia y sus Ministros.

- Los Diputados y Senadores Nacionales y los Legisladores Provinciales.

- Los miembros de la Administración de la Justicia Federal o Provincial.

- Los que estuvieren directa o indirectamente interesados en cualquier contrato oneroso con la municipalidad, como obligados principales. Esta inhabilidad no comprende a los tenedores o dueños de acciones de sociedades anónimas que tengan contratos con las municipalidades, a no ser que tengan participación en la administración o sean miembros de los directorios de dichas sociedades.

## Composición Actual

### 2023–2027[4][5][6]
| Legislador                | Partido                     | Bloque | Bloque                      |
| ------------------------- | --------------------------- | ------ | --------------------------- |
| Walter Daniel López       | Partido Acuerdo Federal     |        | Frente de Todos por Tucumán |
| Omar Eduardo Pérez        | Frente Renovador            |        | Frente de Todos por Tucumán |
| María del Carmen Carrillo | Frente de Todos por Tucumán |        | Frente de Todos por Tucumán |
| Lucas Matías Frontini     | Militancia Popular          |        | Frente de Todos por Tucumán |
| Rosana Mabel Chaban       | Partido de los Trabajadores |        | Frente de Todos por Tucumán |
| Eva María Guerra          | Proyecto Tucumán            |        | Frente de Todos por Tucumán |
| Ramón Ernesto Castro      | Acción Regional             |        | Frente de Todos por Tucumán |
| Adriana María Boffano     | Partido Acuerdo Federal     |        | Frente de Todos por Tucumán |
| Patricia Noelia Varas     | Nueva Organización Social   |        | Frente de Todos por Tucumán |
| María Belén Serra         | Movimiento Ergisto          |        | Frente de Todos por Tucumán |